# Doulezon
Doulezon é uma comuna francesa na região administrativa da Nova Aquitânia, no departamento da Gironda. Estende-se por uma área de 7,31 km². Em 2010 a comuna tinha 270 habitantes (densidade: 36,9 hab./km²).